# Europeiska läkemedelsmyndigheten
Europeiska läkemedelsmyndigheten (engelska: European Medicines Agency, EMA) är en europeisk myndighet för utvärdering av läkemedel inom Europeiska unionen. Huvudkontoret ligger i Amsterdam, Nederländerna. Myndigheten har till uppgift att skydda folkhälsa och djurhälsa inom EU genom att bedöma läkemedel för människor och djur, samt utöva tillsyn över deras användning.

## Historik
Myndigheten inrättades efter ett beslut 1993 om att skapa en europeisk myndighet för utvärdering av humanmediciner och startade sin verksamhet den 1 januari 1995 under namnet Europeiska läkemedelsmyndigheten (engelska: European Medicines Evaluation Agency, förkortat EMEA) samtidigt som ett nytt regelverk för godkännande av läkemedel trädde i kraft. Det engelskspråkiga namnet ändrades 2004 till European Medicines Agency i samband med att myndighetens roll förändrades. Dock behöll man akronymen EMEA ända tills den 8 december 2009 då man lanserade en ny grafisk profil liksom förkortningen EMA. 
Myndigheten utgör tillsammans med de nationella läkemedelsmyndigheterna systemet för  läkemedelsgodkännande inom EU. Den ansvarar för den vetenskapliga utvärderingen av ansökningar om europeiskt marknadsföringstillstånd för läkemedel. De sökande läkemedelsföretaget erhåller ett enda tillstånd att sälja ett läkemedel för samtliga EU- och EEA/EFTA-länder.
Den centrala proceduren via Europeiska läkemedelsmyndigheten är obligatorisk för bioteknologiska eller andra högteknologiska läkemedel, läkemedel för avancerade terapier och för läkemedel inom terapiområdena HIV/AIDS-behandling, cancer, diabetes, neurodegenerativa sjukdomar, autoimmuna sjukdomar, andra immunsjukdomar och virala sjukdomar. Den är också obligatorisk för särläkemedel (orphan drugs) mot sällsynta sjukdomar som erhåller särskilda förmåner under EU:s lagstiftning. För läkemedel för djur, vars syfte är att främja tillväxt eller avkastning från behandlade djur, är denna procedur också obligatorisk.
Efter utbrottet av covid-19-pandemin förstärktes Europeiska läkemedelsmyndighetens roll vad gällde krisberedskap och krishantering avseende läkemedel och medicintekniska produkter.

## Chefer
- 1995–2000 Fernand Sauer
- 2001–2010 Thomas Lönngren
- 2011–2014 Guido Rasi[6]
- 2014–2015 Andreas Pott (ställföreträdande chef)
- 2015–2020 Guido Rasi[7]
- 2020–idag: Emer Cooke[8]

## Säte
Europeiska läkemedelsmyndigheten nuvarande säte är förlagt till Amsterdam, Nederländerna. Till följd av Storbritanniens utträde ur EU omlokaliserades EMA den 30 mars 2019 från London. Beslutet att omlokaliseringen skulle göras till Amsterdam följde på ett omröstningsförfarande där nitton länder kandiderade med en lokaliseringsort, däribland de tre nordiska EU-länderna (med placering i respektive huvudstad). Amsterdam var också den stad som var de EMA-anställdas främsta önskemål.
Milano, som var den andra staden som i slutet av lokaliseringsprocessen konkurrerade om att få läkemedelsmyndigheten, överklagade beslutet då det hade fattats av de nationella regeringarna, och inte av unionens lagstiftande institutioner, Europaparlamentet och Europeiska unionens råd. EU-domstolen prövade giltigheten av beslutet, men konstaterade i juli 2022 att domstolen inte kunde ogiltigförklara det eftersom det var fattat som ett mellanstatligt beslut och inte som en del av unionsrätten. Domstolen konstaterade dock att beslutet inte hade någon rättsverkan eftersom medlemsstaternas regeringar saknade befogenhet att besluta om sätet på egen hand. Redan tidigare hade dock Europaparlamentet och rådet fattat ett likadant beslut, vilket innebar att valet av lokalisering av sätet i vilket fall förblev oförändrat.